# Plagodis purpuraria
Plagodis purpuraria är en fjärilsart som beskrevs av Richard F. Pearsall 1907. Plagodis purpuraria ingår i släktet Plagodis och familjen mätare. Inga underarter finns listade i Catalogue of Life.